# Jeb Bush

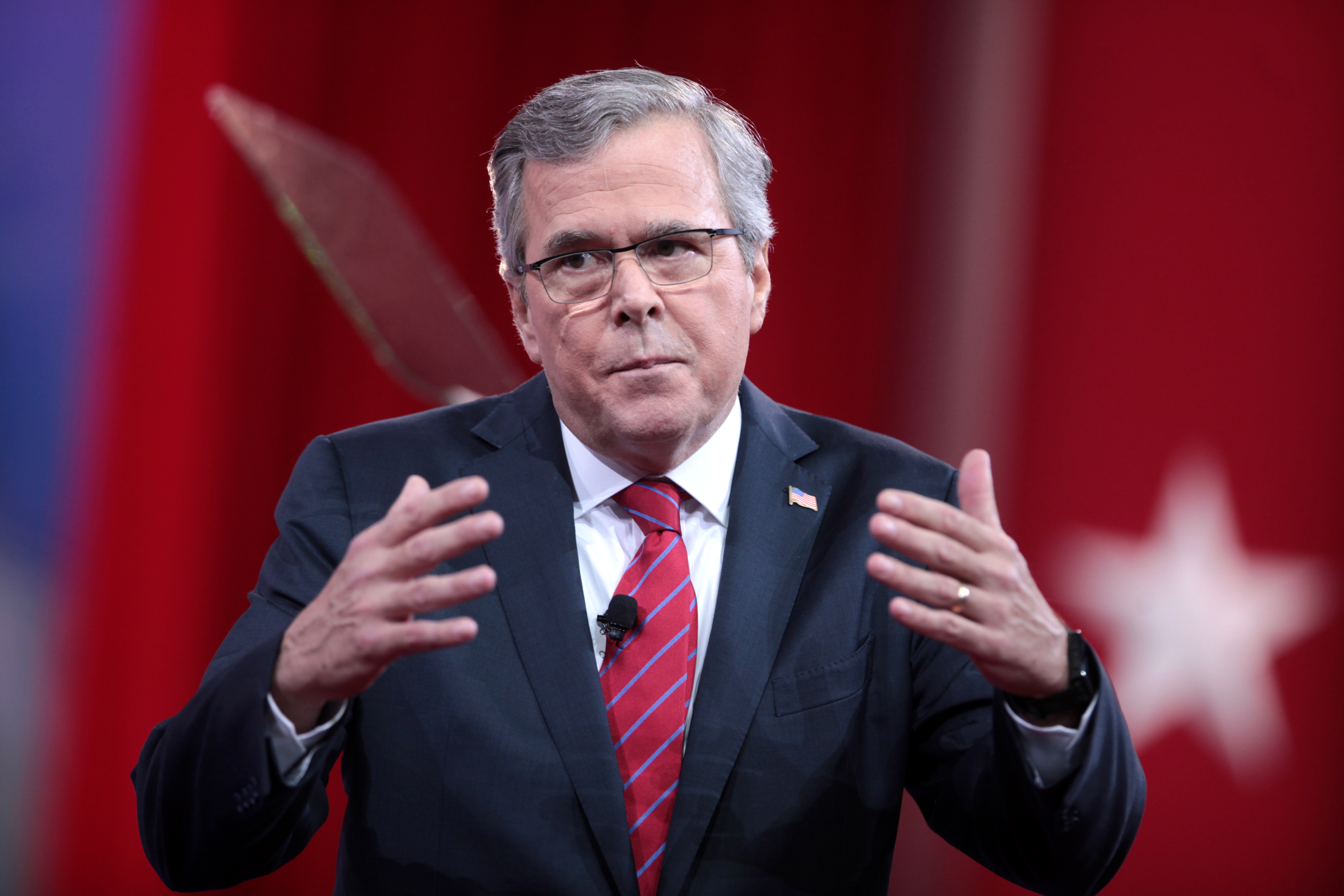
Jeb Bush

John Ellis „Jeb“ Bush (* 11. února 1953 Midland, Texas, Spojené státy americké) je americký politik, který byl od 5. ledna 1999 do 2. ledna 2007 43. guvernérem státu Florida, kterým se stal jako kandidát Republikánské strany USA. Za stejnou stranu se do února 2016, kdy boj vzdal, ucházel také o kandidaturu na prezidenta USA.

## Kariéra

### Guvernér Floridy
Jeb Bush byl 43. guvernérem Floridy. Úřad zastával po dobu dvou volebních období od 5. ledna 1999 do 2. ledna 2007. Mezi obyvatelstvem Floridy je Jeb Bush populární[zdroj?], zákon mu však třetí kandidaturu zakazoval. V současné době[kdy?] je podnikatelem v oborech realit a bankovnictví.
Je členem think tanku Project for the New American Century.

### Kandidatura na prezidenta USA
16. prosince 2014 oznámil Jeb Bush na Facebooku, že „bude aktivně zkoumat možnosti své kandidatury“ na prezidenta USA při volbách v roce 2016. Svoji kandidaturu oficiálně oznámil 15. června 2015.
Podle článku v evropském vydání časopisu Time se neoficiální kampaň Jeba Bushe za účelem kandidatury na prezidenta rozvíjela slibně. Jako člen významné rodiny Bushů měl přístup do vlivných kruhů. Mimo jiné získával už značné finanční částky na další akce v rámci své kampaně.
Navzdory tomu se však Bushovi v primárkách v New Hampshire, Iowě a v Jižní Karolíně nedařilo a v únoru 2016 oznámil, že kandidaturu na prezidenta vzdal.

## Rodinný život
Jeho otec George H. W. Bush byl 41. prezidentem Spojených států v letech 1989 až 1993 a jeho starší bratr George W. Bush byl 43. prezidentem v letech 2001 až 2009.
Přezdívku „Jeb“, pod kterou je nyní všeobecně znám, mu dala jeho matka Barbara Pierce Bush. Vznikla z iniciál jeho pravého jména.
Manželkou Jeba Bushe je rodilá Mexičanka Columba Garnica Gallo (* 17. srpna 1953, León, Mexiko), se kterou se seznámil v roce 1971 v jejím rodném městě, kde po dobu 10 týdnů vyučoval angličtinu. Sňatek byl uzavřen 23. února 1974 ve městě Austin (Texas). Kvůli svému sňatku s katoličkou přestoupil Jeb Bush do římskokatolické církve. Manželům Bushovým se narodily tři děti, a to: syn George Prescott Bush (* 24. dubna 1976 v Texasu), dcera Noelle Lucila Bush (* 26. května 1977 v Texasu) a syn John Ellis Bush, Jr. (* 13. prosince 1983 v Miami). V rodině jsou také již tři vnoučata, jedno z nich má starší syn, dvě mladší syn. Jeb Bush ovládá španělštinu.

## Publikační činnost
- BUSH, Jeb, BOLICK, Clint. Immigration Wars: Forging an American Solution. Threshold Editions, 2014. 304 S. ISBN 978-1-4767-1346-5
- BUSH, Jeb, YABLONSKI, Bryan. Profiles in Character. The Foundation for Florida’s Future, 1996. 284 S. ISBN 978-0-9650912-0-6